# Slåttestjärnen (Lycksele socken, Lappland, 719600-164423)
Slåttestjärnen är en sjö i Lycksele kommun i Lappland och ingår i Umeälvens huvudavrinningsområde.